# 竹鸡属
竹鸡属（学名：Bambusicola）为雉科的一个属。

## 下属物种
本属包括以下物种：
- 棕胸竹鸡 Bambusicola fytchii
- 臺灣竹雞 Bambusicola sonorivox
- 灰胸竹鸡 Bambusicola thoracica